# 細胞外マトリックス

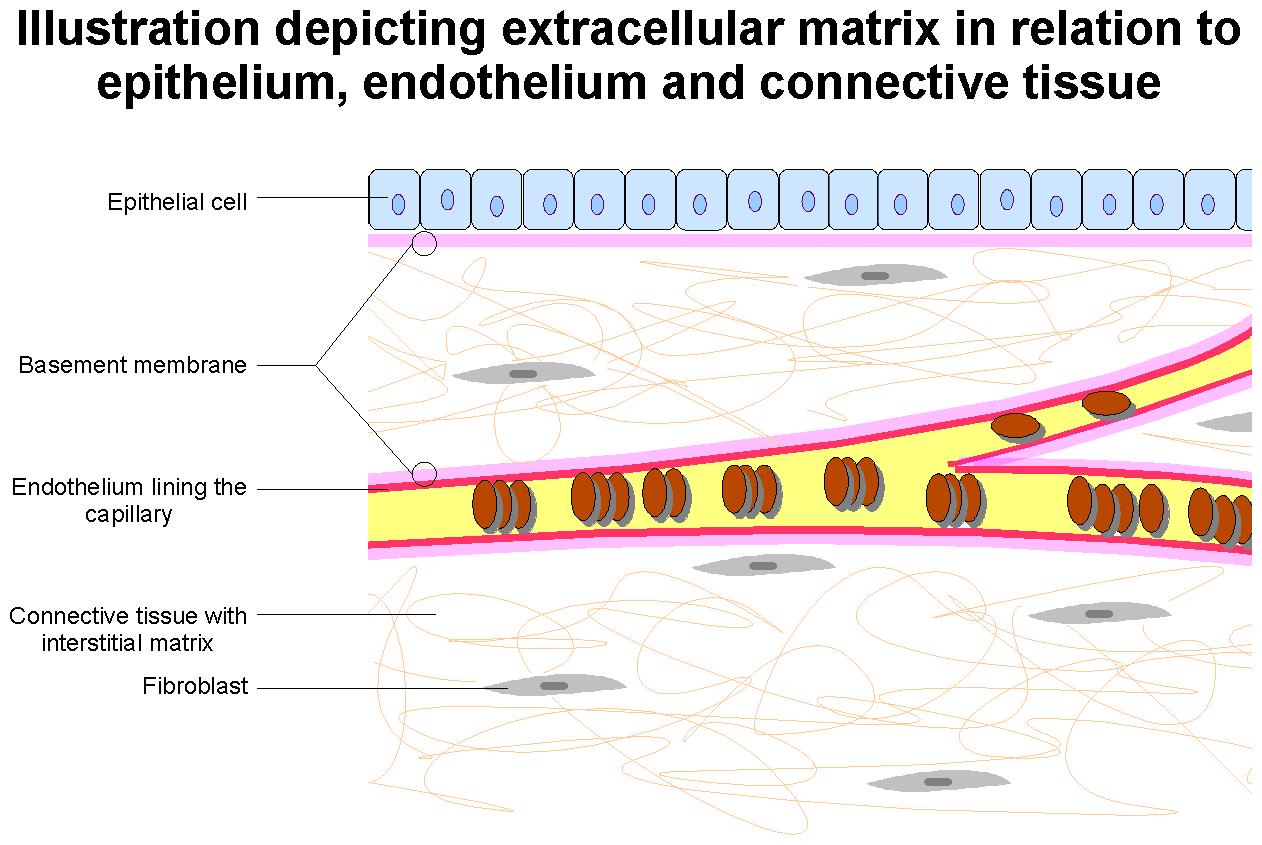
上皮細胞、内皮細胞及び結合組織に関連した細胞外マトリックス（基底膜及び間質性組織）を表現する図、:en:Epithelial cell:上皮細胞、:en:Basement membrane:基底膜、:en:Endothelium lining the capillary:毛細血管を被覆する血管内皮、:en:Connective tissue with interstitial matrix:間質性組織による結合組織、:en:Fibroblast:線維芽細胞

細胞外マトリックス（さいぼうがいマトリックス、Extracellular Matrix）とは生物において、細胞の外に存在する不溶性物質からなる構造体である。通常ECMと略され、細胞外基質、細胞間マトリックスともいう。

## 細胞外マトリックスの成分
- 不溶性のタンパク質
- 糖鎖

多細胞生物（動物、植物）の場合、細胞外の空間を充填する物質であると同時に物理的な支持体の役割（例：動物の軟骨や骨）、細胞-基質接着における足場の役割（例：コラーゲンやフィブロネクチン）を担う。さらに、それだけでなく、細胞へ増殖や分化のシグナルを送る。植物における代表的な細胞外マトリックス成分は、セルロースである。
わかりやすく表現すると、多細胞生物を構成する細胞の多くは、細胞外マトリックスのベッドあるいは巣に埋もれて生活している。それにより細胞は安定した生存環境を得ている。
脊椎動物、無脊椎動物にも細胞外マトリックスが見られる。ヒトを含めた脊椎動物に顕著なECM成分は、コラーゲンである。その他プロテオグリカン、フィブロネクチン、ラミニンといった糖タンパク質（一部は細胞接着分子）がある。
脊椎動物のECM成分としてはI型コラーゲン、プロテオグリカン（バーシカン、デコリンなど）、フィブロネクチンなどが顕著である。軟骨を作る細胞外マトリックスの主要成分はII型コラーゲン、プロテオグリカン（アグリカン）、ヒアルロン酸、リンクタンパク質などである。間質（結合組織）と上皮（実質）の間などに見られる基底膜には、IV型コラーゲン、ヘパラン硫酸プロテオグリカン（パールカンなど）、ラミニン、ナイドジェンなどが見られる。脳の主要な細胞外マトリックス成分はコンドロイチン硫酸プロテオグリカン、ヒアルロン酸、テネイシンなどの糖タンパク質である。
- コラーゲン（哺乳類では28型（種類）のコラーゲン）
- プロテオグリカン（コンドロイチン硫酸プロテオグリカン、ヘパラン硫酸プロテオグリカン、ケラタン硫酸プロテオグリカン、デルマタン硫酸プロテオグリカン）
- ヒアルロン酸（グリコサミノグリカンの一種）
- フィブロネクチン
- ラミニン
- テネイシン
- エンタクチン（英語版）
- エラスチン
- フィブリリン

節足動物（昆虫）や線虫などの動物にも同様な成分が見られるが、脊椎動物のものとはやや構造や成分に違いがある。甲殻類を含め節足動物における細胞外マトリックスで顕著なものは、キチンである。細胞外マトリックスは、カイメンやボルボックスといった単純な多細胞生物にも存在する。

## マトリックス工学
マトリックス工学とは、細胞外マトリックスが持つ細胞接着活性を人為的に改変すること、またこれにより組織や細胞の機能を制御しようとする試みであり、1980年代に提唱された。
個々の細胞外マトリックス成分やその複合体は細胞培養などに用いられ、既に医療応用も盛んである。特にブタの膀胱から抽出した細胞外マトリックスはアメリカ合衆国において実用化が進められており、ヒトにおいても事故で切断した指先を再生することに成功しているという。

## 細胞外マトリックスの分解
胚の発生過程やがん細胞が侵潤や転移するとき、細胞外マトリックスが特殊な分解酵素により分解されることで細胞の移動が制御されるとされている。